# Арктические конвои

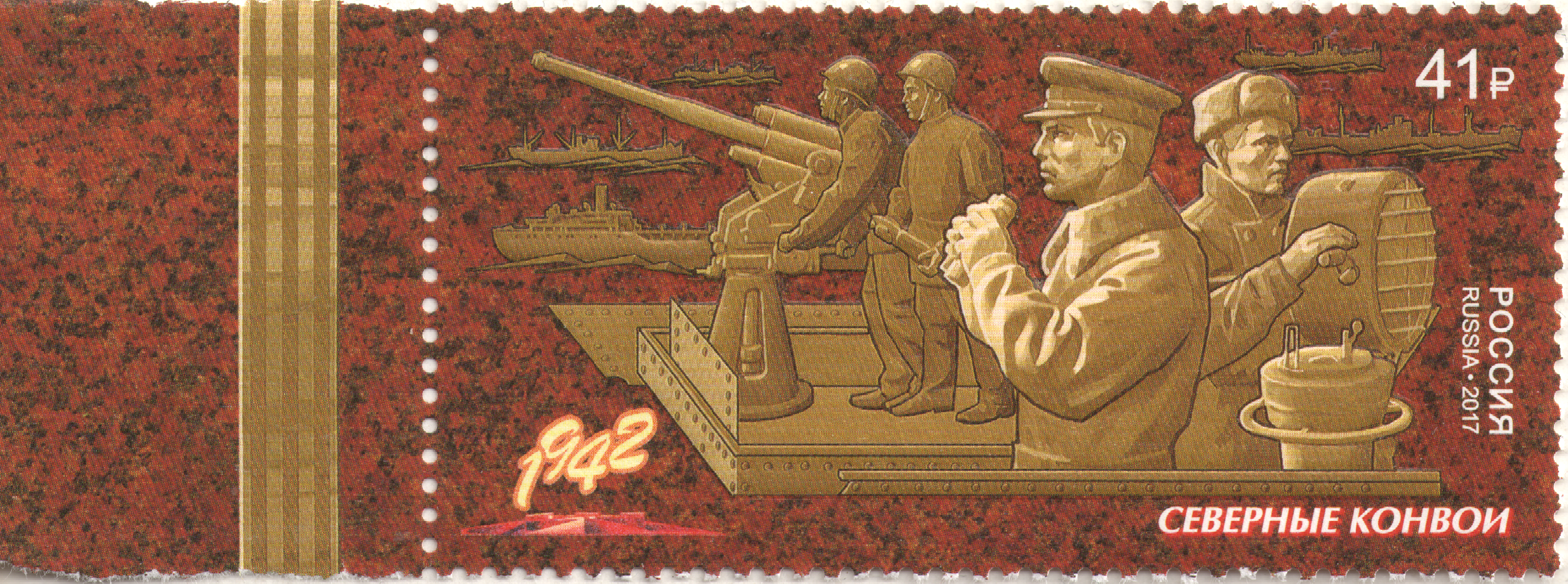
Почтовая марка России 2017 года из серии «Путь к Победе», посвящённая Северным конвоям

Арктические конвои, также Северные конвои — конвои, по ленд-лизу доставлявшие в СССР грузы от союзников во время Второй мировой войны. Отправлялись из портов Англии, Шотландии и Исландии через бассейн Атлантического и моря бассейна Северного Ледовитого океанов в Архангельск, Молотовск и Мурманск. Проход конвоев сопровождался кораблями прикрытия. Во время нахождения в открытом море конвои часто подвергались налётам немецкой авиации и нападениям немецкого флота.
Грузы доставлялись в СССР в рамках англо-советского соглашения и программы американского ленд-лиза в сопровождении кораблей Королевского флота, Королевского военно-морского флота Канады и ВМС США. Было потеряно восемьдесят пять торговых судов и 16 военных кораблей Королевского флота (два крейсера, шесть эсминцев и восемь других кораблей сопровождения). Кригсмарине потерял один линкор, три эсминца, 30 подводных лодок и множество самолётов. Конвои продемонстрировали готовность союзников помочь Советскому Союзу и связали значительную часть военно-морских и военно-воздушных сил Германии.
Арктические конвои доставили в СССР около половины всех грузов по ленд-лизу. Всего с августа 1941 года по май 1945 года было проведено 78 конвоев (около 1400 торговых судов).

## Потери
За неполных 4 года состоялось 78 походов, в которых 85 торговых судов и 16 боевых кораблей ВМФ Великобритании (2 крейсера, 6 эсминцев и 8 других эскортных судов) были потеряны. Погибло 3000 британских моряков. Первые конвои остались незамеченными и не имели потерь. 7 января 1942 года было потоплено первое британское судно «Вазиристан» из конвоя PQ-7. Самым трагичным был конвой PQ-17, который потерял 23 корабля из 36. Конвой покинул берега Исландии 27 июня 1942 года. На 8-е сутки похода конвой атаковали немецко-финские военно-морские силы.
Не обошлось и без «дружественного огня». Конвой QP-13, состоявший из 35 сухогрузов и 14 кораблей эскорта, следуя из СССР, ошибся с курсом и неподалёку от Исландии попал в минное поле, которым сами же англичане перекрыли Датский пролив, разделяющий Исландию и Гренландию. Капитаны конвойных судов и командиры эскортных кораблей, решив, что их атакуют неприятельские подводные лодки и даже надводные корабли — точно определить это в тумане было невозможно — открыли огонь наудачу и только чудом не подбили друг друга. В ночь с 6 на 7 июля 1942 года на минах подорвались и затонули шесть судов конвоя QP-13: «Джон Рэндолф», «Хеффрон», «Хиберт», «Массмар», «Нигер» и советский сухогруз «Родина». Среди погибших были супруга и двое детей военно-морского атташе СССР в Лондоне.
Германия потеряла ряд судов, включая один линкор, три эсминца и по меньшей мере 30 подводных лодок, а также значительное количество самолётов. Например, при атаке на конвой PQ-18 немецкая сторона потеряла 40 самолётов.

## Советские арктические конвои
В советской исторической литературе термин «арктические конвои» применялся исключительно к операциям Северного флота и Беломорской военной флотилии. На внутренних арктических сообщениях Советского Союза в период 1941—1944 годов. Современное значение термина до перестройки использовалось лишь в иностранной литературе.

## Маршрут

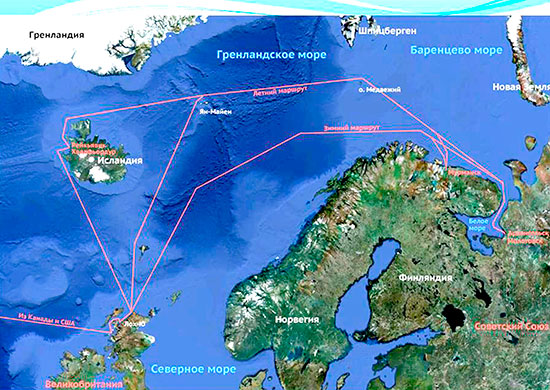
Маршруты северных союзных конвоев. 1941—1945

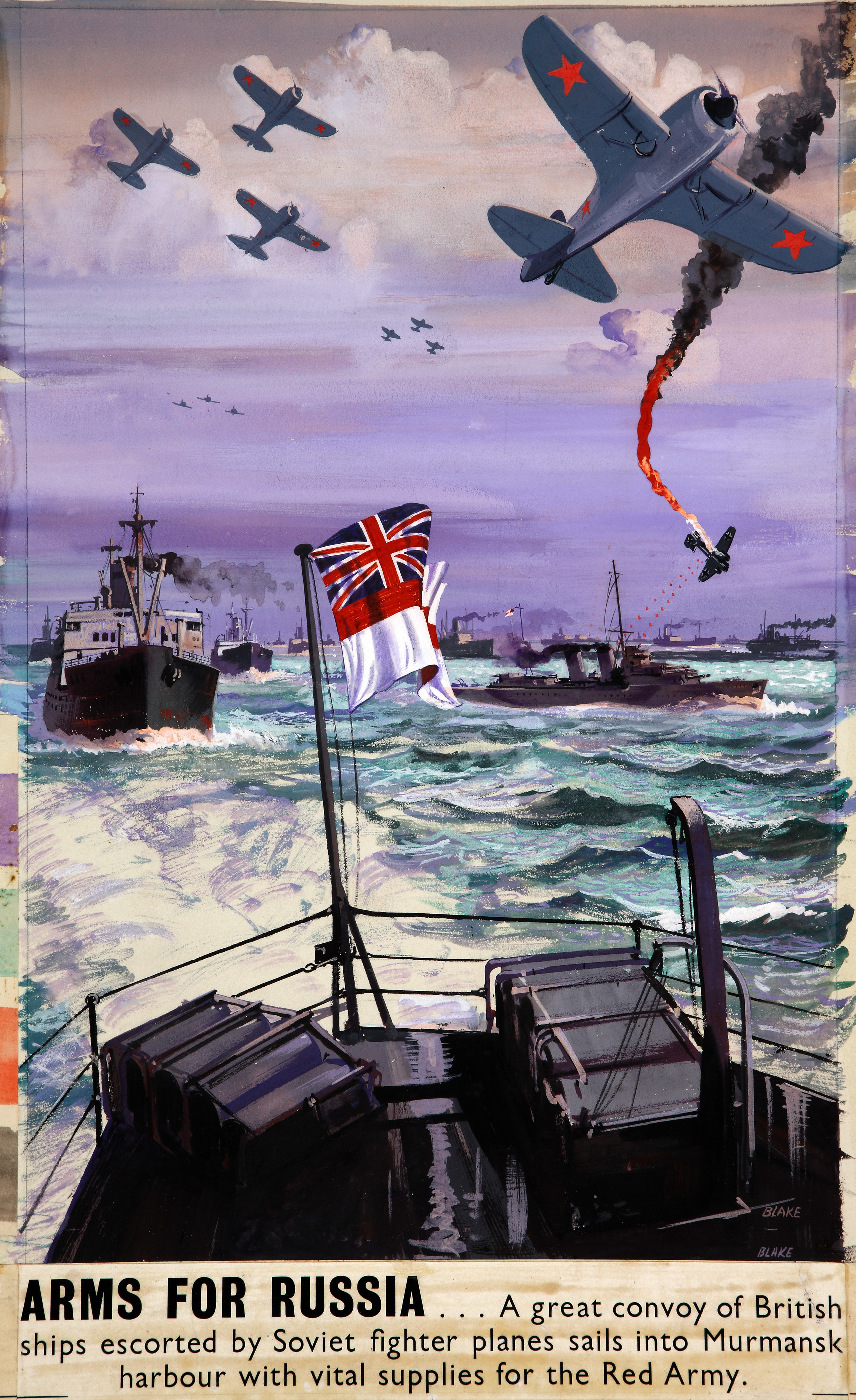
Британский плакат «Оружие для России — Большой британский конвой в сопровождении советских истребителей идёт в Мурманск»

Первое время конвои отплывали из Хваль-фьорда (Исландия), но, начиная с сентября 1942 года, они стали отправляться из залива Лох Ю в Шотландии. Путь конвоев лежал мимо Гебридских и Фарерских островов в 300 км от оккупированной Норвегии в Мурманск и Архангельск) и был особенно опасен из-за прохождения вблизи баз немецкой авиации, подводного и надводного флота, а также из-за преобладающих в этих водах плохой погоды. Конвой проходил маршрут в 1600 км за 10 дней при средней скорости в 20 км/ч.

## Названия
Каждый конвой имел в своём названии два буквенно-числовых идентификатора, PQ <номер> или JW <номер> для конвоев в СССР, и QP <номер> или RA <номер> для обратных конвоев, исключая самый первый конвой, получивший кодовое имя «Дервиш». Аббревиатура PQ (и QP соответственно) появилась от имени английского офицера П. К. Эдвардса (P. Q. Edwards), занимавшегося конвоями.

## Состав
«Дервиш» отправился из Исландии 21 августа 1941 года и прибыл в Архангельск десятью днями позже без потерь. Конвой был относительно небольшим и состоял всего из шести торговых судов. Эскорт состоял из трёх минных тральщиков, трёх эсминцев и трёх противолодочных траулеров
Командование конвоем осуществлял британский контр-адмирал
Конвой мог состоять из 7-35 грузовых судов и 5-16 эскортных военных кораблей, которые могли включать в себя авианосцы («Аргус»), крейсеры («Лондон», «Эдинбург»), эсминцы («Электра», «Кения») и тральщики. С воздуха конвой прикрывала палубная эскадрилья из 40 истребителей «Grumman F4F Wildcat» и торпедоносцев «Fairey Swordfish». В прибрежных советских водах конвой встречали советские эсминцы Северного флота («Урицкий» и «Куйбышев»).
В Советский Союз везли каучук, бомбы, разобранные самолёты Харрикейн, шерсть и ботинки. Обратно конвои везли лес и золото.
Стоит отметить четыре конвоя:
- 30 мая 1942 года уцелевшие суда конвоя PQ-16 прибыли в Мурманск и Архангельск; конвой оказался настолько успешным в плане доставки военных материалов в СССР, что немецкое командование предприняло дополнительные усилия для недопущения прохождения последующих конвоев.
- В июле 1942 года конвой PQ-17 был рассеян после получения сообщений о выходе отряда немецких линкоров и крейсеров на перехват конвоя. Только 11 из 36 торговых судов конвоя прорвались в советские порты.
- Бой в Баренцевом море: в декабре 1942 года немецкие надводные корабли, включая тяжёлые крейсера «Адмирал Хиппер» и «Лютцов» вышли на перехват конвоя JW51B. Нападение было отбито силами кораблей эскорта.
- Бой у Нордкапа: в декабре 1943 года конвой JW55B был атакован немецким линейным крейсером «Шарнхорст», который в ночном бою был потоплен британским линкором «Дюк оф Йорк» и кораблями эскорта.[18]

## Список арктических конвоев

### 1941
| В СССР   |                                                                         | Из СССР |                                                                                       |
| «Дервиш» | отправился из Исландии 21 августа 1941; прибыл в Архангельск 31 августа | QP-1    | отправился из Архангельска 28 сентября 1941; прибыл в Скапа Флоу 10 октября           |
| PQ-1     | отправился из Исландии 29 сентября; прибыл в Архангельск 11 октября     | QP-2    | отправился из Архангельска 3 ноября; прибыл в Kirkwall (Оркнейские острова) 17 ноября |
| PQ-2     | отправился из Ливерпуля 13 октября; прибыл в Архангельск 30 октября     | QP-3    | отправился из Архангельска 27 ноября; рассеян в пути, прибыл 3 декабря                |
| PQ-3     | отправился из Исландии 9 ноября; прибыл в Архангельск 22 ноября         | QP-4    | отправился из Архангельска 29 декабря; рассеян в пути, прибыл 9 января 1942           |
| PQ-4     | отправился из Исландии 17 ноября; прибыл в Архангельск 28 ноября        |         |                                                                                       |
| PQ-5     | отправился из Исландии 27 ноября; прибыл в Архангельск 13 декабря       |         |                                                                                       |
| PQ-6     | отправился из Исландии 8 декабря; прибыл в Мурманск 20 декабря          |         |                                                                                       |

### 1942
| в СССР                    | | из СССР |                                                                              |
| PQ-7a                     | отправился из Исландии 26 декабря; прибыл в Мурманск 12 января                                                | QP-5    | отправился из Мурманска 13 января; рассеян в пути, прибыл 19 января          |
| PQ-7b                     | отправился из Исландии 31 декабря; прибыл в Мурманск 11 января                                                | QP-6    | отправился из Мурманска 24 января; рассеян в пути, прибыл 28 января          |
| PQ-8                      | отправился из Исландии 8 января; прибыл в Архангельск 17 января                                               | QP-7    | отправился из Мурманска 12 февраля; рассеян в пути, прибыл 15 февраля        |
| Объединённый PQ-9 и PQ-10 | отправился из Исландии 1 февраля; прибыл в Мурманск 10 февраля                                                | QP-8    | отправился из Мурманска 1 марта; прибыл в Рейкьявик 11 марта                 |
| PQ-11                     | отправился из Шотландии 14 февраля; прибыл в Мурманск 22 февраля                                              | QP-9    | отправился из Кольского залива 21 марта; прибыл в Рейкьявик 3 апреля         |
| PQ-12                     | отправился из Рейкьявика 1 марта; прибыл в Мурманск 12 марта                                                  | QP-10   | отправился из Кольского залива 10 апреля; прибыл в Рейкьявик 21 апреля       |
| PQ-13                     | отправился из Шотландии; прибыл в Мурманск 31 марта                                                           | QP-11   | отправился из Мурманска 28 апреля; прибыл в Рейкьявик 7 мая                  |
| PQ-14                     | отправился из Шотландии 26 марта; прибыл в Мурманск 19 апреля                                                 | QP-12   | отправился из Кольского залива 21 мая; прибыл в Рейкьявик 29 мая             |
| PQ-15                     | отправился из Шотландии 10 апреля; прибыл в Мурманск 5 мая                                                    | QP-13   | отправился из Архангельск 26 июня; прибыл в Рейкьявик 7 июля                 |
| PQ-16                     | отправился из Рейкьявика 21 мая; прибыл в Мурманск 30 мая                                                     | QP-14   | отправился из Архангельска 13 сентября; прибыл в Шотландию 26 сентября       |
| PQ-17                     | отправился из Рейкьявика 27 июня; рассеян в пути, прибыл 4 июля                                               | QP-15   | отправился из Кольского залива 17 ноября; прибыл в Шотландию 30 ноября       |
| PQ-18                     | отправился из Шотландии 2 сентября; прибыл в Архангельск 21 сентября: первый конвой в сопровождении авианосца | RA-51   | отправился из Кольского залива 30 декабря; прибыл в Шотландию 11 января 1943 |
| JW-51A                    | отправился из Ливерпуля 15 декабря; прибыл в Кольский залив 25 декабря                                        |         |                                                                              |
| JW-51B                    | отправился из Ливерпуля 22 декабря; прибыл в Кольский залив 4 января 1943: см. Бой в Баренцевом море          |         |                                                                              |
| FB                        | независимые суда без эскорта                                                                                  |         |                                                                              |

### 1943
| в СССР |                                                                                         | из СССР |                                                                             |
| JW-52  | отправился из Ливерпуля 17 января; прибыл в Кольский залив 27 января                    | RA-52   | отправился из Кольского залива 29 января; прибыл в Шотландию 9 февраля      |
| JW-53  | отправился из Ливерпуля 15 февраля; прибыл в Кольский залив 27 февраля                  | RA-53   | отправился из Кольского залива 1 марта; прибыл в Шотландию 14 марта         |
| JW-54A | отправился из Ливерпуля 15 ноября; прибыл в Кольский залив 24 ноября                    | RA-54A  | отправился из Кольского залива 1 ноября; прибыл в Шотландию 14 ноября       |
| JW-54B | отправился из Ливерпуля 22 ноября; прибыл в Архангельск 3 декабря                       | RA-54B  | отправился из Архангельска 26 ноября; прибыл в Шотландию 9 декабря          |
| JW-55A | отправился из Ливерпуля 12 декабря 1943; прибыл в Архангельск 22 декабря                | RA-55A  | отправился из Кольского залива 22 декабря; прибыл в Шотландию 1 января 1944 |
| JW-55B | отправился из Ливерпуля 20 декабря; прибыл в Архангельск 30 декабря: см. Бой у Нордкапа | RA-55B  | отправился из Кольского залива 31 декабря; прибыл в Шотландию 8 января 1944 |

### 1944
| в СССР |                                                                           | из СССР |                                                                          |
| JW-56A | отправился из Ливерпуля 12 января; прибыл в Архангельск 28 января         | RA-56   | отправился из Кольского залива 3 февраля; прибыл в Шотландию 11 февраля  |
| JW-56B | отправился из Ливерпуля 22 января; прибыл в Кольский залив 1 февраля      | RA-57   | отправился из Кольского залива 2 марта; прибыл в Шотландию 10 марта      |
| JW-57  | отправился из Ливерпуля 20 февраля; прибыл в Кольский залив 28 февраля    | RA-58   | отправился из Кольского залива 7 апреля; прибыл в Шотландию 14 апреля    |
| JW-58  | отправился из Ливерпуля 27 марта; прибыл в Кольский залив 4 апреля        | RA-59   | отправился из Кольского залива 28 апреля; прибыл в Шотландию 6 мая       |
| JW-59  | отправился из Ливерпуля 15 августа; прибыл в Кольский залив 25 августа    | RA-59A  | отправился из Кольского залива 28 августа; прибыл в Шотландию 5 сентября |
| JW-60  | отправился из Ливерпуля 15 сентября; прибыл в Кольский залив 23 сентября  | RA-60   | отправился из Кольского залива 28 сентября; прибыл в Шотландию 5 октября |
| JW-61  | отправился из Ливерпуля 20 октября; прибыл в Кольский залив 28 октября    | RA-61   | отправился из Кольского залива 2 ноября; прибыл в Шотландию 9 ноября     |
| JW-61A | отправился из Ливерпуля 31 октября; прибыл в Мурманск 6 ноября            | RA-61A  | отправился из Кольского залива 11 ноября; прибыл в Шотландию 17 ноября   |
| JW-62  | отправился из Шотландии 29 ноября; прибыл в Кольский залив 7 декабря      | RA-62   | отправился из Кольского залива 10 декабря; прибыл в Шотландию 19 декабря |
| JW-63  | отправился из Шотландии 30 декабря; прибыл в Кольский залив 8 января 1945 |         |                                                                          |

### 1945
| В СССР | | Из СССР |                                                                          |
| JW-64  | отправился из Шотландии 3 февраля; прибыл в Кольский залив 15 февраля                                                                                       | RA-63   | отправился из Кольского залива 11 января; прибыл в Шотландию 21 января   |
| JW-65  | отправился из Шотландии 11 марта; прибыл в Кольский залив 21 марта; был дважды торпедирован (повреждён U-968, потоплен U-995) транспорт «Томас Дональдсон». | RA-64   | отправился из Кольского залива 17 февраля; прибыл в Шотландию 28 февраля |
| JW-66  | отправился из Шотландии 16 апреля; прибыл в Кольский залив 25 апреля                                                                                        | RA-65   | отправился из Кольского залива 23 марта; прибыл в Шотландию 1 апреля     |
| JW-67  | отправился из Шотландии 12 мая; прибыл в Кольский залив 20 мая                                                                                              | RA-66   | отправился из Кольского залива 29 апреля; прибыл в Шотландию 8 мая       |
|        | | RA-67   | отправился из Кольского залива 23 мая; прибыл в Шотландию 30 мая         |

## Стратегическое значение

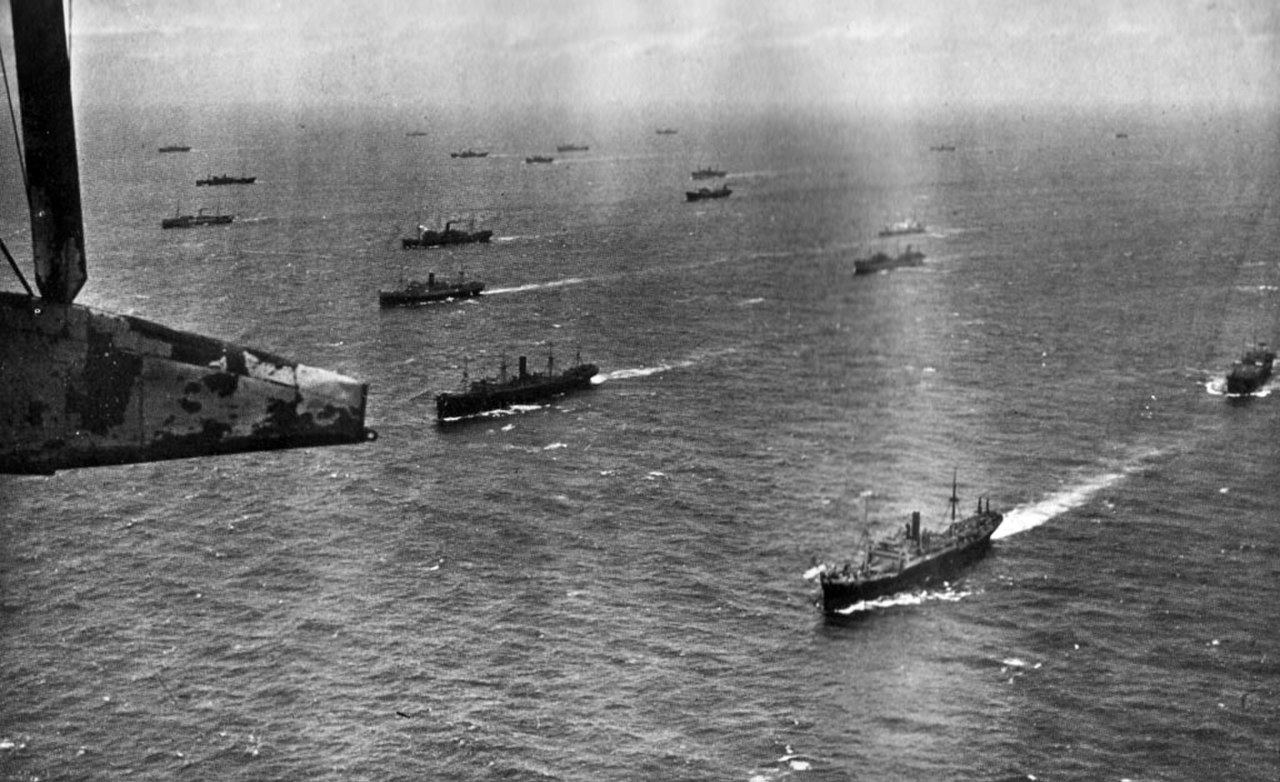
Северный морской конвой в походе.

Арктические конвои привели к значительным изменениям в расстановке морских сил с обеих сторон, что оказало существенное влияние на ход боевых действий на море на других театрах боевых действий. В результате действий ранних рейдов британских эсминцев в Норвегии, Гитлер пришёл к убеждению, что англичане намереваются вторгнуться в Норвегию снова. Это, вместе с очевидной необходимостью остановить арктические конвои в СССР, заставило Гитлера отдать приказ передислоцировать тяжёлые надводные немецкие корабли, включая линкор «Тирпиц», в Норвегию. Операция «Цербер» была предпринята частично по этой причине.
Как «флот в наличии», «Tirpitz» и другие тяжёлые надводные немецкие корабли связывали силы Королевского ВМФ которые могли быть лучше использованы где-то ещё, например, для сдерживания ВМФ Японии в Индийском океане. Успех рейдов в Атлантике «Гнейзенау» и «Шарнхорст» в 1941 продемонстрировал масштабы немецкой угрозы в Атлантике. Однако, с закрытием союзниками непатрулируемого воздушного «окна» над северной Атлантикой, улучшением радиопеленгационного оборудования (Huff-Duff (англ.)), оснащением самолётов сантиметровым радаром на основе резонансного магнетрона и предоставлением конвоям эскортных авианосцев, возможности для немецких рейдеров в Атлантике были ограничены.
Помимо неудачной попытки перехватить конвой PQ17 в марте 1943 года и рейда на Шпицберген в сентябре 1943, «Тирпиц» провёл большую часть Второй мировой войны в норвежских фьордах. «Тирпиц» подвергался постоянным атакам, пока наконец не был потоплен во фьорде Тромсё 11 ноября 1944 года Королевскими ВВС. Другие тяжёлые суда Кригсмарине никогда не дислоцировались в Норвегии (например, линкор «Гнейзенау»), были вытеснены из портов страны, или были потоплены (например, линкор «Шарнхорст»). В особенности, неудачная атака на конвой JW-51B (Бой в Баренцевом море), когда превосходящая группировка немецких надводных кораблей не смогла нанести поражение британскому эскорту, состоявшему из крейсеров и эсминцев, привела Гитлера в ярость, и привела к переносу акцента с надводных рейдеров к подводным лодкам. Некоторые тяжёлые корабли были физически разобраны и их вооружение использовано в прибрежных укреплениях.

## Борьба с конвоями
Для борьбы с арктическими конвоями немцы использовали базирующиеся во фьордах Норвегии (базы Алта-фьорд, Тронхейм и Нарвик) корабли:
- линкоры «Тирпиц» и «Шарнхорст»,
- тяжёлые крейсеры «Адмирал Шеер», «Лютцов», «Адмирал Хиппер»
- эсминцы «Герман Шерман», «Фридрих Экольдт» и «Ганс Лоди».
- подводные лодки типа U-134 (1941). В атаке на конвои задействовались «стаи» по 10 подлодок[21]. Всего у берегов Норвегии действовало до 40 немецких подводных лодок[5][b].

Также в борьбе с конвоями немцы задействовали 5-й воздушный флот (500 самолётов типа Junkers Ju 88). Авиация обеспечивала воздушную разведку. Когда конвой обнаруживали, с баз поднимались бомбардировщики (около 40) и, разделившись на звенья, атаковали суда.

## Роль разведки
Взлом англичанами кода «Энигмы» сыграл важную роль в конечном успехе арктических конвоев. Хотя упреждающие действия были не всегда возможны, разведывательные данные позволили Королевскому ВМФ подготовиться к боям и конвои могли получать адекватный эскорт. Перехват и потопление линкора «Шарнхорст» были в значительной степени обусловлены способностью англичан читать сообщения, зашифрованные Энигмой.

### Конвой PQ-17
В августе 1941 года финские войска захватили городок Сортавала и создали там пункт радиоперехвата. В начале июля 1942 года этот центр перехватил шифрованную телеграмму, переданную кодом Морзе с советской авиабазы в районе Мурманска. Дешифрованный финнами, текст телеграммы содержал полное описание большого конвоя PQ-17 с военными грузами, направляющегося из Исландии в СССР. Финны передали эти материалы немцам, которые вначале планировали использовать для атаки конвоя надводные корабли. Однако, английские подлодки обнаружили попытку выхода в море линкора «Тирпиц», и немецкие надводные корабли вернулись в базу, а удар по PQ-17 был нанесен авиацией и подлодками.

## Литературные описания

### Англоязычные
Об Арктических конвоях были написаны как минимум два широкоизвестных романа: изданный в 1955 году "Корабль Его Величества «Улисс» шотландского писателя Алистера Маклина, написанный в традициях классической литературы о морской войне, и, изданный в 1967 году, «Капитан» (англ. «The Captain»), голландским автором Жаном де Хартогом (англ. Jan de Hartog). Эти две книги сильно отличаются стилем, характерами персонажей и внутренней философией (Де Хартог был пацифистом, чего нельзя сказать о Маклине). Всё же, они оба ярко передают атмосферу военных действий и недружелюбной природы, требующей от смельчаков огромной выдержки и мужественности. Обе книги были написаны под впечатлением судьбы конвоя PQ-17, однако не рассматривают детально его судьбу.
В 1958 году английский писатель-маринист Дадли Поуп выпустил книгу «Новогодний бой», подробно описывающую бой в Баренцевом море между кораблями ВМФ Великобритании из охранения конвоя JW-51B и атаковавшими их германскими кораблями. Книга отличается захватывающим стилем повествования и патриотическим настроем.

### Русскоязычные
Русский писатель Валентин Пикуль описал поход каравана PQ-17 в своем романе «Реквием каравану PQ-17».
Кроме всего, в России действует общественная организация «Полярный конвой», объединяющая в своих рядах ветеранов северных конвоев 1941—1945 годов. леном «Полярного конвоя» являлся кинорежиссёр Александр Сорокин, смонтировавший документальную ленту «Блокада» и оригинальный фильм в интердикт-манере «Отец и сын» о предыстории создания балета «Сonvoy PQ.17», рассказывающего об отце Билла Коулмана — Жозефе, канадском моряке-ветеране — одним из случайно выживших участников того самого конвоя.
Песня Александра Городницкого «Памяти конвоя PQ-17».

## Память
- В Мурманске установлен памятник участникам Северных конвоев, и там же в гимназии номер 9 был создан музей истории северных конвоев.
- В Исландии в городе Исафьордюр (Ísafjörður) скульптором Владимиром Суровцевым был установлен памятник морякам из арктического конвоя QP-13.
- На южной оконечности Манхеттена находится мемориал со стелами, на которых поимённо перечислены погибшие во время войны американские моряки.
- В 1992 году Банком России выпущена памятная монета «Северный конвой».
- 31 августа 2014 года в Санкт-Петербурге открыт памятник морякам полярных конвоев в 73-ю годовщину прибытия в СССР первого конвоя «Дервиш»[28].
- Имя присвоено скверу на углу улицы Седова и Большого Смоленского проспекта в Санкт-Петербурге — Сквер Полярных Конвоев[29].
- В 2018 году в Санкт-Петербурге зарегистрирован Фонд сохранения исторической памяти «Международный Центр Северных Конвоев» (МЦСК).
- В 2020 году ветераны арктических конвоев, получат от правительства России медали в честь 75-летней годовщины последнего рейса[1][c].
- В память о конвоях в Шотландии был соткан специальный тартан. Для узора были выбраны специальные цвета: «цвета ужаса, смерти и разрушения, но также и цвета мужества, надежды и выживания».[30]
- В Шотландии: в городе Данди находится памятник морякам-подводникам, в том числе и советским экипажам; на Оркнейских островах и в бухте Лох-Ю возведены мемориалы в честь Северных конвоев, а в 2015 году на аэродроме Эролл была открыта мемориальная табличка в память о советских летчиках[31]

## Галерея

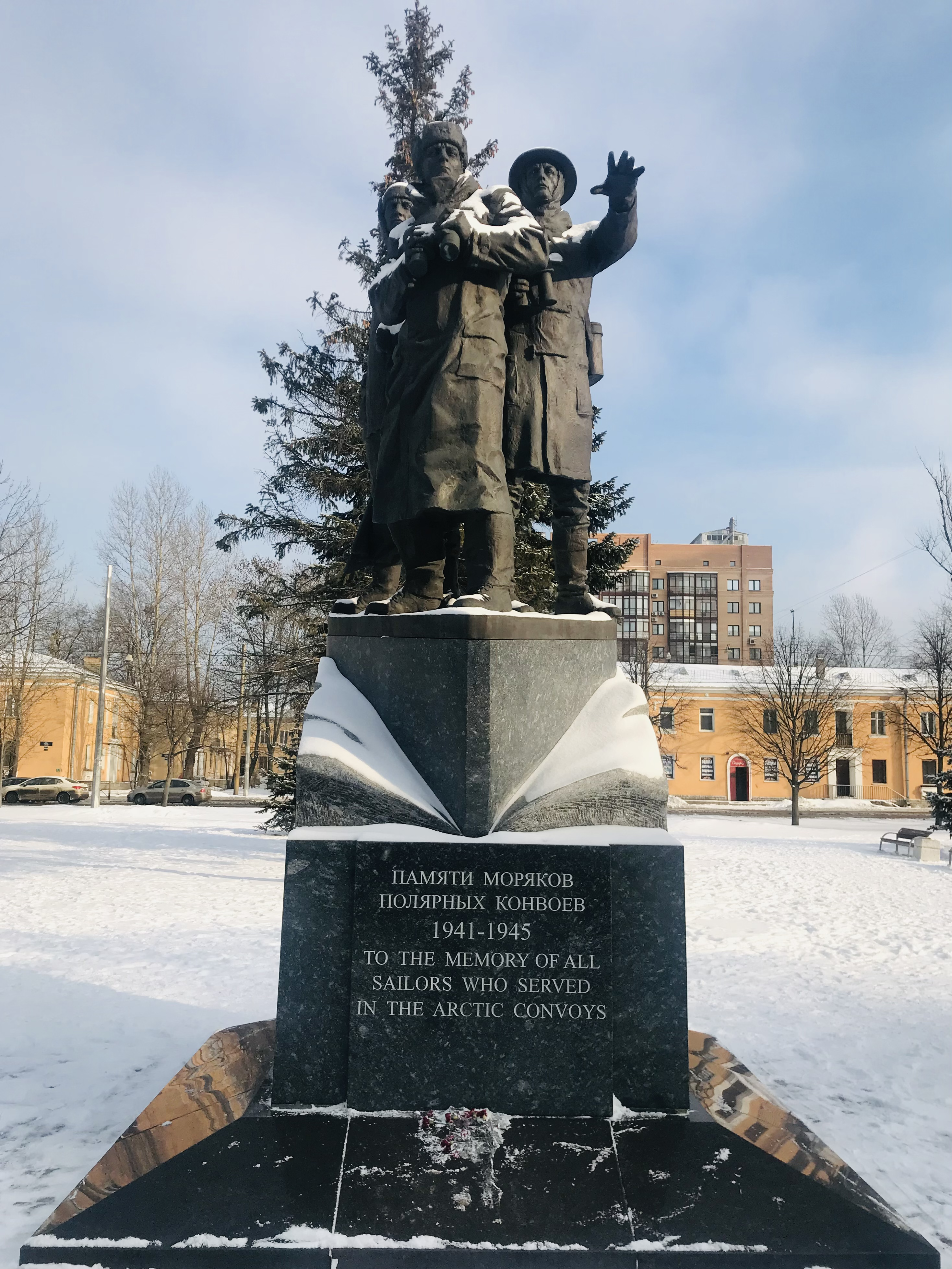
Памятник морякам полярных конвоев 1941-1945 в Санкт-Петербурге
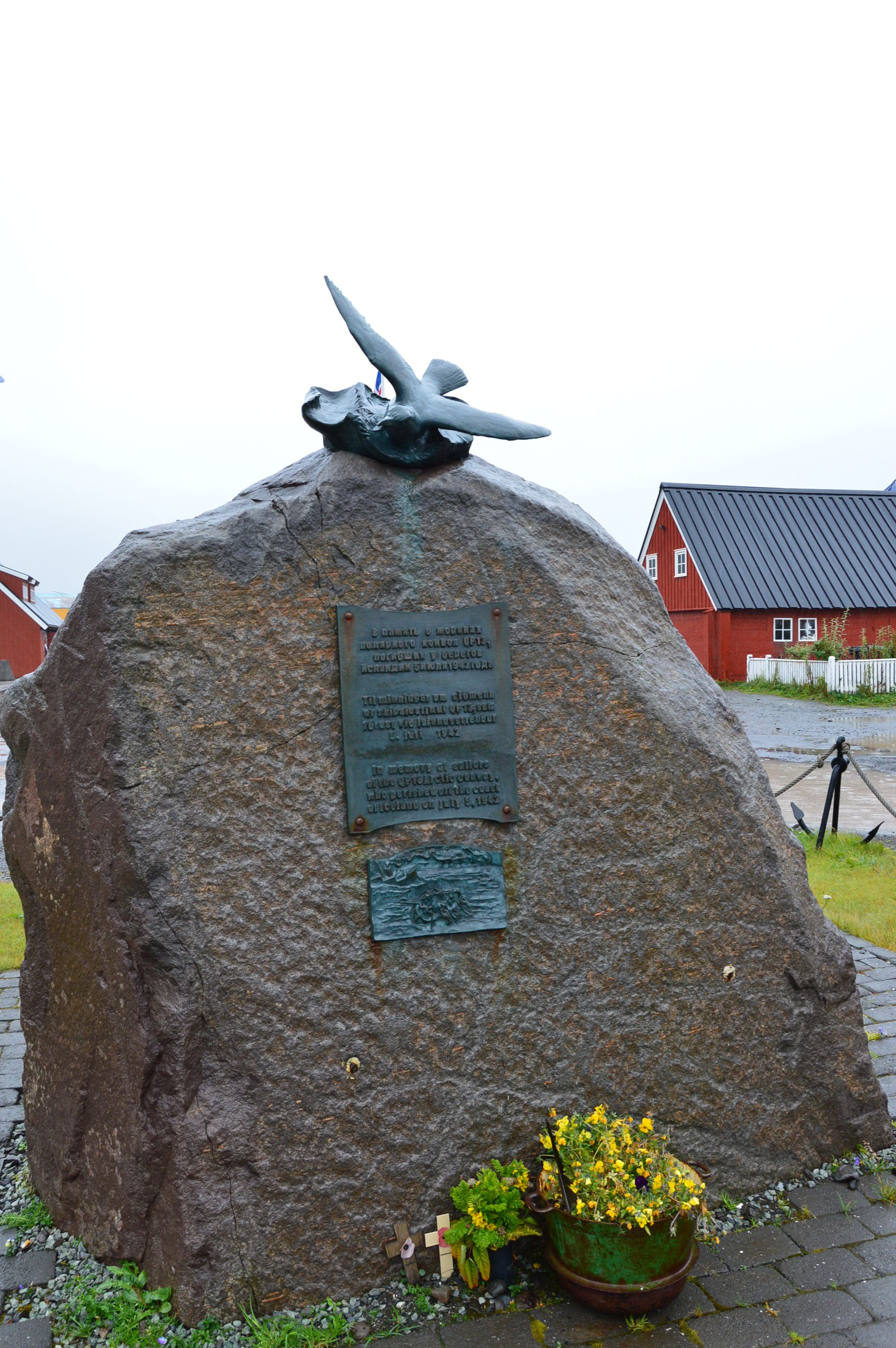
Памятник морякам из арктического конвоя QP-13 в Исландии
Памятник участникам Северных конвоев в Мурманске
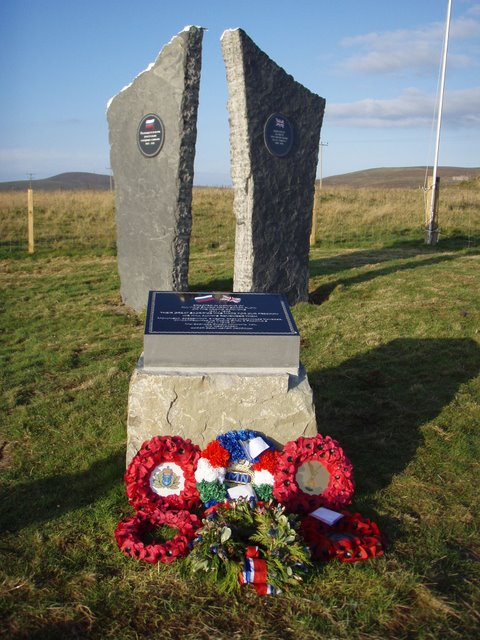
Мемориал кораблям и морякам военного сопровождения на Оркнейских островах в Шотландии
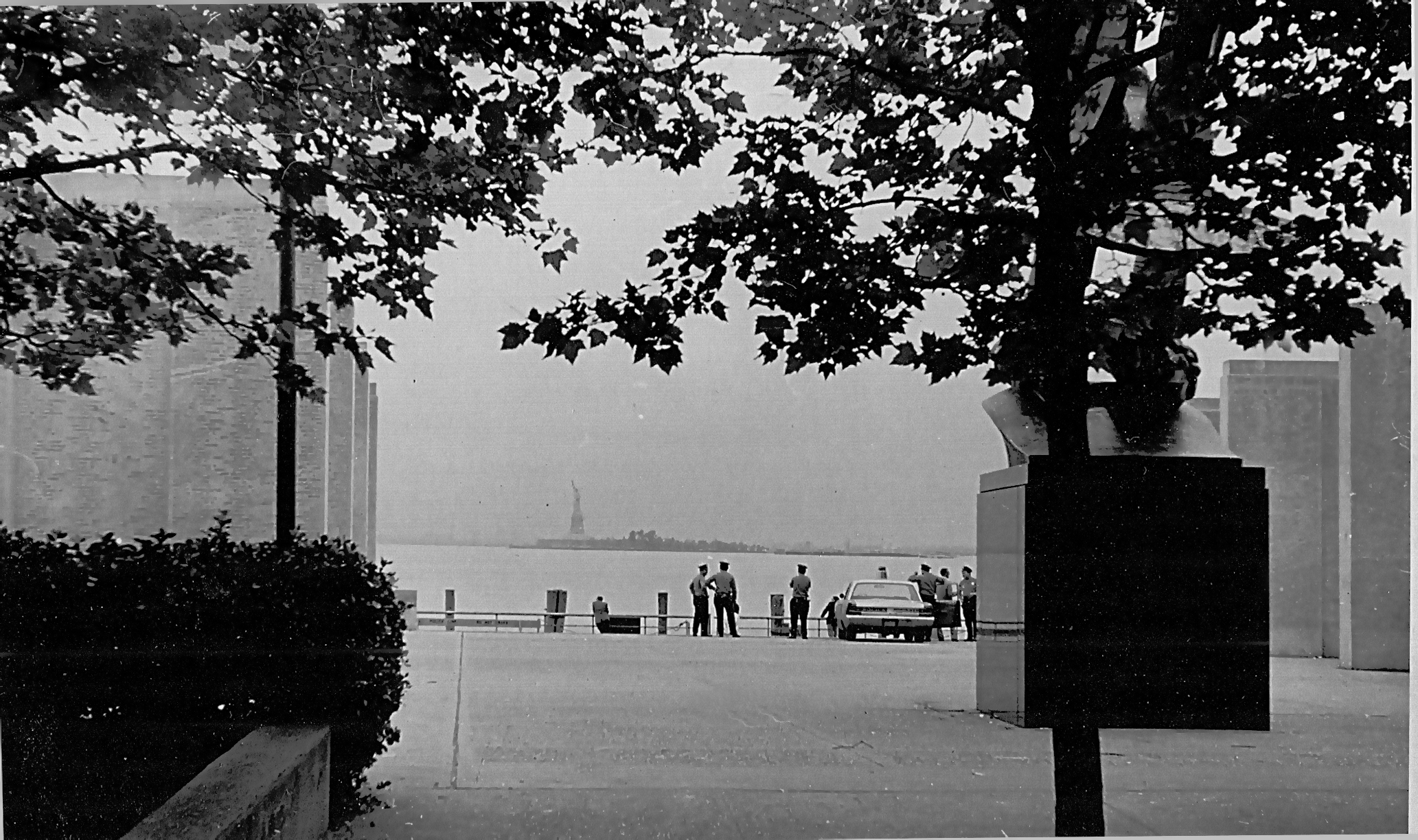
Стелы Военно-морского мемориала в Нью-Йорке и вид на Статую Свободы
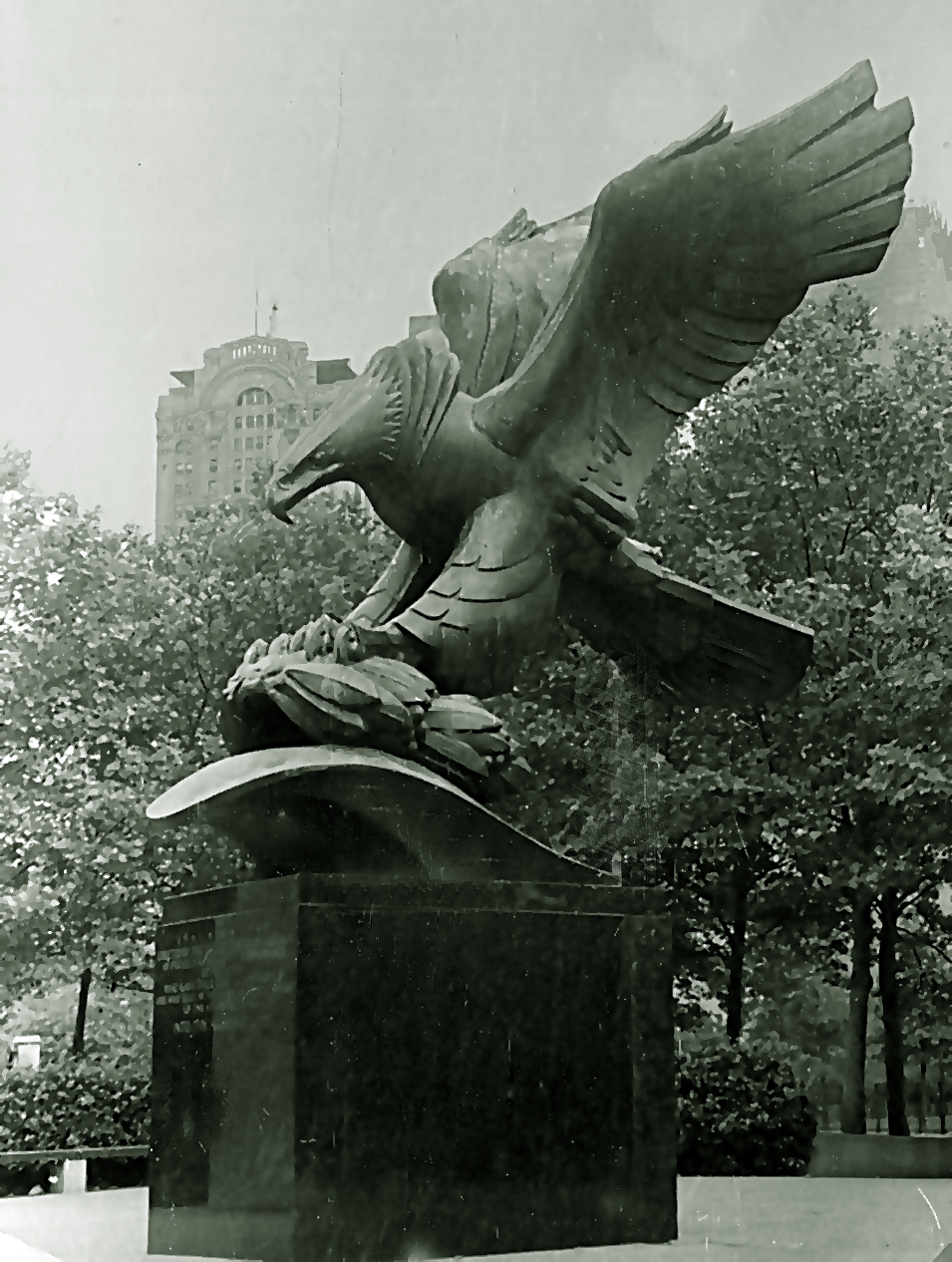
Центральная скульптура Военно-морского мемориала в Нью-Йорке
Памятная медно-никелевая монета номиналом 3 рубля, выпущенная Центральным банком России (1992)

### Комментарии
1. ↑  По условиям ленд-лиза ответственность за доставку грузов из английских портов в советские лежала на советской стороне. Однако, как выяснилось, советский Северный флот не располагал необходимыми для этого силами и средствами. В результате, охрану конвоев взял на себя британский флот при небольшой поддержке флота США.
2. ↑  В начальный период войны подводные лодки наносили арктическим конвоям значительный урон, однако с течением времени доля потерь торговых судов на Мурманском маршруте снизилась с 12% в 1943 году до 1% в 1944-м. Во второй половине 1944 года все 159 грузовых судов союзных флотов, отправленных на север СССР, благополучно добрались до пункта назначения, а по пути домой было потоплено лишь два транспорта. Теперь в большей степени рисковали немецкие подводные лодки, которые оказались беспомощны против новой противолодочной тактики союзников и их средств ПЛО. Количество немецких подлодок, потопленных в Арктике, выросло с нуля в 1943 году до 25 в 1944-м[22]
3. ↑  По данным российского посольства в Британии, на апрель 2020 года живы около 550 ветеранов арктических конвоев[1].

### Сноски
1. 1 2 3 4  Россия наградит последних британских ветеранов арктических конвоев. Дата обращения: 19 апреля 2020. Архивировано 19 апреля 2020 года.
2. ↑  Imperial War Museum: "Arctic Convoys". iwm.org.uk. Дата обращения: 30 ноября 2013. Архивировано из оригинала 5 апреля 2015 года.
3. ↑  Татьяна Брицкая
«Мы были друзьями, но нам не доверяли» Архивная копия от 6 мая 2017 на Wayback Machine // Новая газета. — 2017. — № 47-48 (2624—2625). 05.05.2017
4. ↑  Арктические конвои Второй мировой войны. Дата обращения: 18 июня 2017. Архивировано 22 октября 2017 года.
5. 1 2 3 4 5  Арктические конвои: сквозь огонь и полярную ночь. Дата обращения: 18 июня 2017. Архивировано 27 октября 2017 года.
6. 1 2 3 4  Арктический конвой JW-64. Дата обращения: 18 июня 2017. Архивировано 24 июня 2017 года.
7. ↑  А. В. Басов. Арктические конвои Архивная копия от 20 декабря 2016 на Wayback Machine. // Советская военная энциклопедия в 8-ми томах, под ред. Гречко А. А. Москва, Воениздат, 1976—1980. Том 1: А — Бюро военных комиссаров, 1976, с 236.
8. ↑  Bob Ruegg and Arnold Hague Convoys to Russia 1941—1945 ASIN B000S9V1TW ISBN 0-905617-66-5 (англ.)
9. ↑  Последними из этой серии были «PQ-18» и «QP-15»/ C декабря 1942 года конвои, идущие в СССР, имели литер «JW», обратно — «RA». Порядковый номер начинался с 51.
10. ↑  Arnold Hague The Allied Convoy System 1939—1945: Its Organization, Defence and Operation ISBN 1-55125-033-0 ISBN 978-1-55125-033-5 (англ.)
11. 1 2  Russian Convoy series Архивная копия от 29 сентября 2007 на Wayback Machine (англ.)
12. 1 2  PQ-5
13. ↑  PQ-16
14. ↑  Дервиш (арктический конвой)
15. ↑  Конвой PQ-1
16. ↑  PQ-2
17. ↑  Конвой QP-1
18. ↑  Успех был обеспечен возможностью пристрелки в темноте по радиолокационным засечкам всплесков снарядов, хотя были применены и осветительные снаряды
19. ↑  «Томас Дональдсон» — Журнал «Нептун» — Все краски моря (недоступная ссылка)
20. ↑  Angela Hind. "Briefcase 'that changed the world'". BBC News (5 февраля 2007). Дата обращения: 9 марта 2015. Архивировано 6 февраля 2015 года.
21. ↑  Ленд-лиз. Северные конвои. Стратегическое значение. Дата обращения: 18 июня 2017. Архивировано 3 августа 2017 года.
22. ↑  Жеру, 2023, с. 260.
23. ↑  Sebag-Montefiore, Hugh. Enigma: The Battle for the Code (англ.). — London: Phoenix, 2001. — P. 293—303. — ISBN 0-7538-1130-8.
24. ↑  Илья Бестужев. Самый длинный фронт. — Litres, 2018. — 49 с. — ISBN 978-5-04-102592-2.
25. ↑  [lib.aldebaran.ru/author/pikul_valentin/pikul_valentin_rekviem_karavanu_pq17 «Реквием каравану PQ-17» на lib.aldebaran.ru]. Дата обращения: 14 июня 2007. Архивировано 13 октября 2007 года.
26. ↑  Владимир Морган. Реквием по героям-морякам и северным конвоям союзников. NewCanada.com. — Статья была опубликована в русско-канадской газете The Yong Street Review, №221 за 2004 год. Дата обращения: 2 марта 2022. Архивировано из оригинала 10 августа 2004 года.
27. ↑  Владимир Морган. Через годы, через расстояния… NewCanada.com. — Статья была опубликована в русско-канадской газете The Yong Street Review, №222 за 2004 год. Дата обращения: 2 марта 2022. Архивировано из оригинала 10 августа 2004 года.
28. ↑  В Санкт-Петербурге откроется памятник морякам полярных конвоев Архивная копия от 3 сентября 2014 на Wayback Machine // RT на русском, 31 августа 2014 года
29. ↑  Садам и скверам дали имена // Санкт-Петербургские ведомости. — 2019. — 22 ноября.
30. ↑  Tartan Details - Russian Arctic Convoy. Дата обращения: 27 сентября 2023. Архивировано 27 сентября 2023 года.
31. ↑  Расположенные на территории Шотландии памятники, связанные с Великой Отечественной войной (рус.). Консульство РФ в Эдинбурге, МИД РФ.